# Clementine Plessner
Pour les articles homonymes, voir Plessner.
Clementine Plessner, née Clementine Folkmann à Vienne (Autriche-Hongrie) le 7 décembre 1855 et morte au camp de concentration de Theresienstadt le 27 février 1943 , est une actrice de cinéma et de théâtre autrichienne.

## Biographie
Clementine Plessner débute comme chanteuse, puis est engagée en 1903 au Théâtre d'État de Ljubljana. À la fin de la Première Guerre mondiale, elle devient actrice dans des films muets allemands et, dans les années 1920, elle joue principalement des rôles de mères, de grands-mères et de dames âgées.
En 1927, elle habite à Vienne et tourne dans des productions autrichiennes. En 1932, elle apparaît à nouveau dans des films allemands, mais, après la prise du pouvoir par les nazis, l'actrice juive quitte l'Allemagne pour l'Autriche voisine. En 1938, elle est expulsée de la Chambre du film du Reich. Le 24 septembre 1942, elle est prise par les nazis et déportée au camp de concentration de Theresienstadt où elle meurt en 1943.

### Carrière
Clementine Plessner est apparue dans plus de soixante films, principalement pendant l'ère du cinéma muet et a été, entre autres, la vedette de Différent des autres (1919) de Richard Oswald et de La Marche dans la nuit (1921) de Friedrich Wilhelm Murnau.

## Filmographie partielle
- 1918 : Journal d'une fille perdue (Das Tagebuch einer Verlorenen) de Richard Oswald
- 1918 : Henriette Jacoby de Richard Oswald
- 1919 : Différent des autres (Anders als die Andern) de Richard Oswald
- 1921 : La Marche dans la nuit (Der Gang in die Nacht) de Friedrich Wilhelm Murnau
- 1921 : Lady Hamilton de Richard Oswald
- 1922 : Lucrèce Borgia (de) (Lucrezia Borgia) de Richard Oswald
- 1924 : Taras Bulba de Vladimir Strijevsky
- 1926 : Die elf Schill'schen Offiziere de Rudolf Meinert
- 1926 : Les Hommes superflus (de) (Überflüssige Menschen) d'Alexandre Razoumny
- 1932 : Theodor Körner (de) de Carl Boese

## Source de la traduction
- (de) Cet article est partiellement ou en totalité issu de l’article de Wikipédia en allemand intitulé « Clementine Plessner » (voir la liste des auteurs).